# Mesophractias alstoni
Mesophractias alstoni là một loài bướm đêm trong họ Noctuidae.